# 丹陽駅 (忠清北道)
丹陽駅（タニャンえき）は、大韓民国忠清北道丹陽郡にある韓国鉄道公社中央線の駅である。

## 歴史
- 1942年4月1日：忠北丹陽駅（충북단양역）として開業。
- 1948年1月：丹陽駅に改称[1]。
- 1985年5月1日：忠州ダム建設に伴い駅舎を移転。
- 2008年11月1日：貨物輸送中止。
- 2016年：新駅舎竣工。
- 2021年1月5日：KTX運行開始。

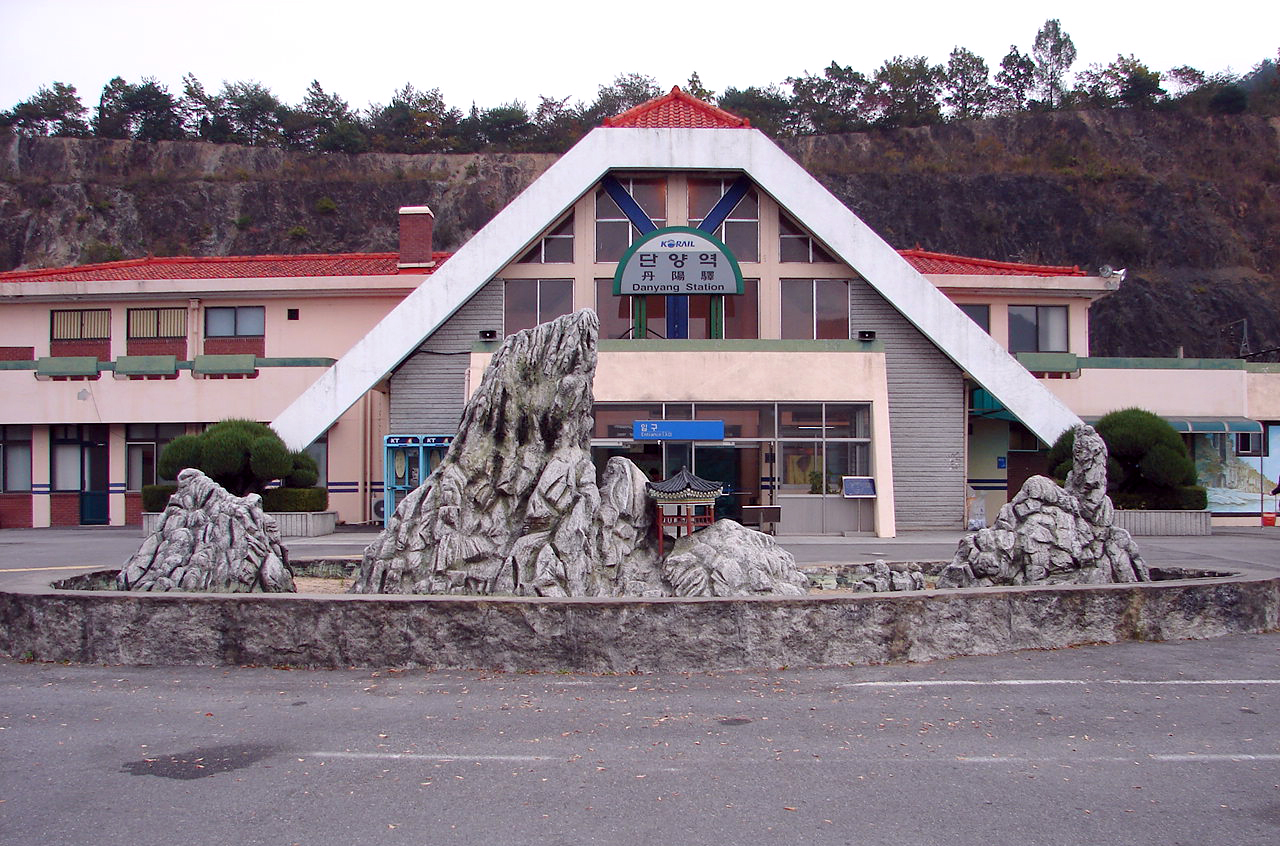
旧駅舎（2007年10月）
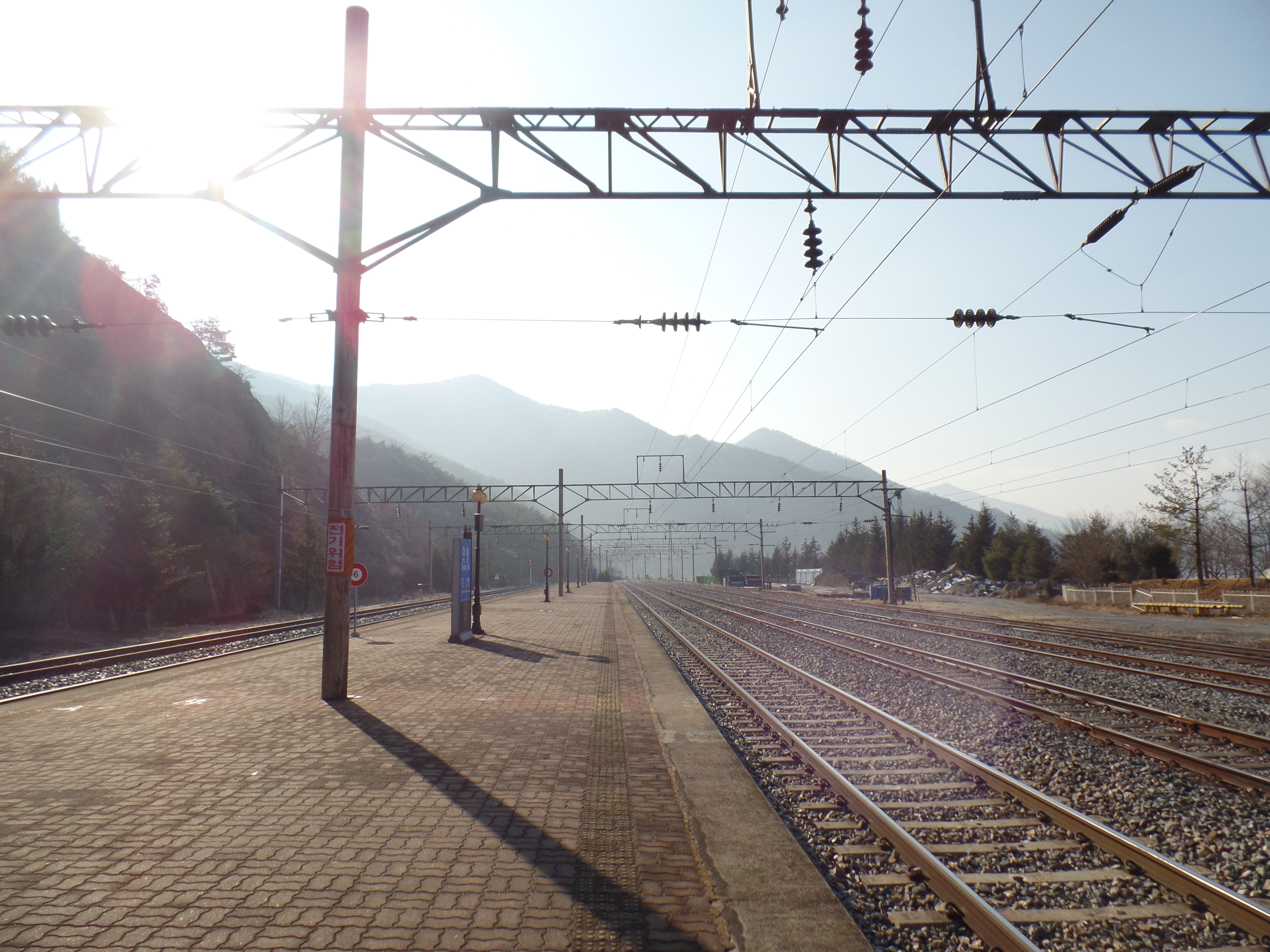
旧ホーム（2015年1月）
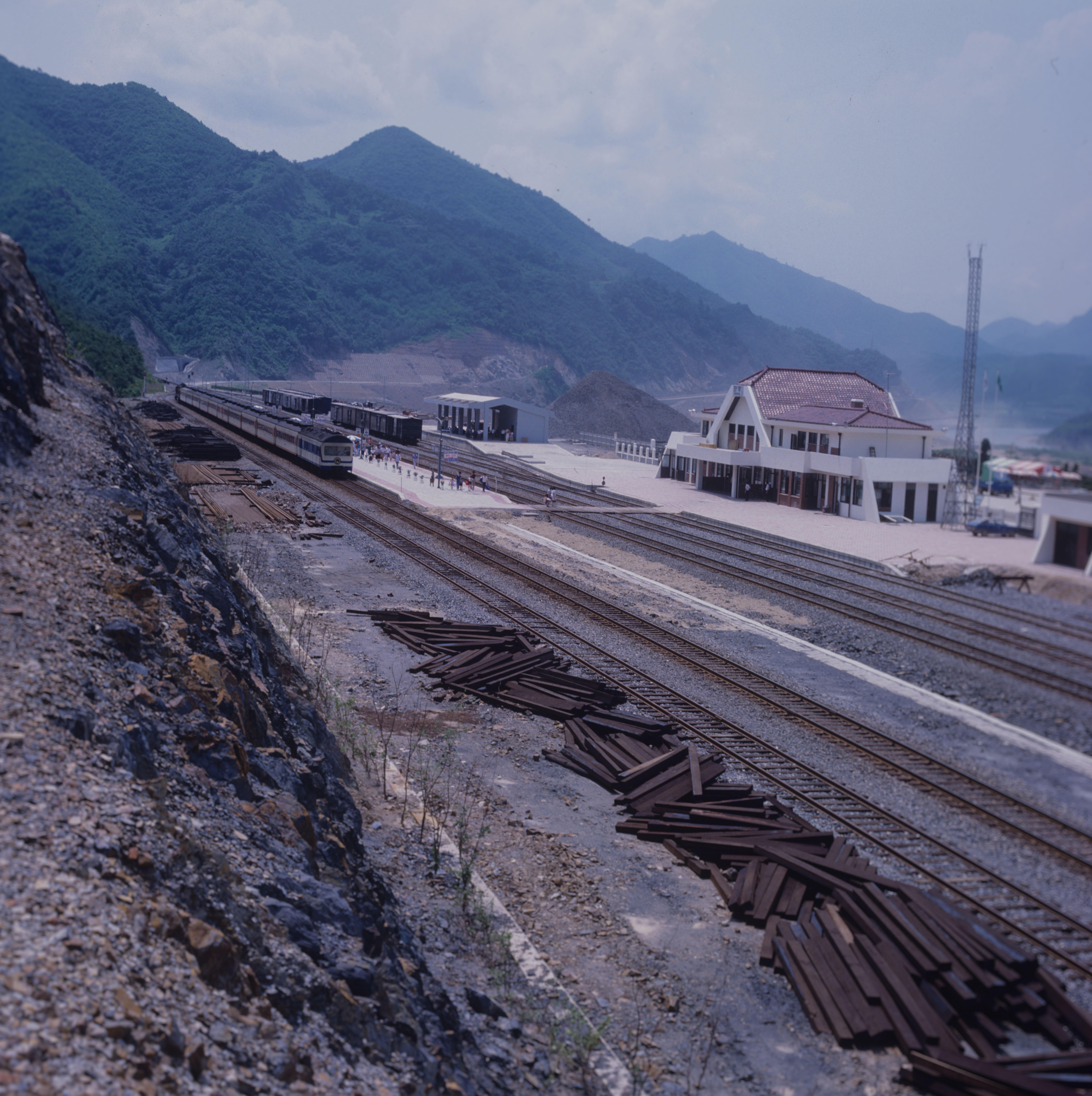
移転直後の駅（1985年6月）

## 駅構造
2面4線の地上駅。

### のりば
| 番線 | 路線                    | 行先                   |
| ---- | ----------------------- | ---------------------- |
| 1・2 | 中央線 （ムグンファ号） | 堤川・原州・清凉里方面 |
| 3・4 | 中央線 （ムグンファ号） | 安東・義城・永川方面   |

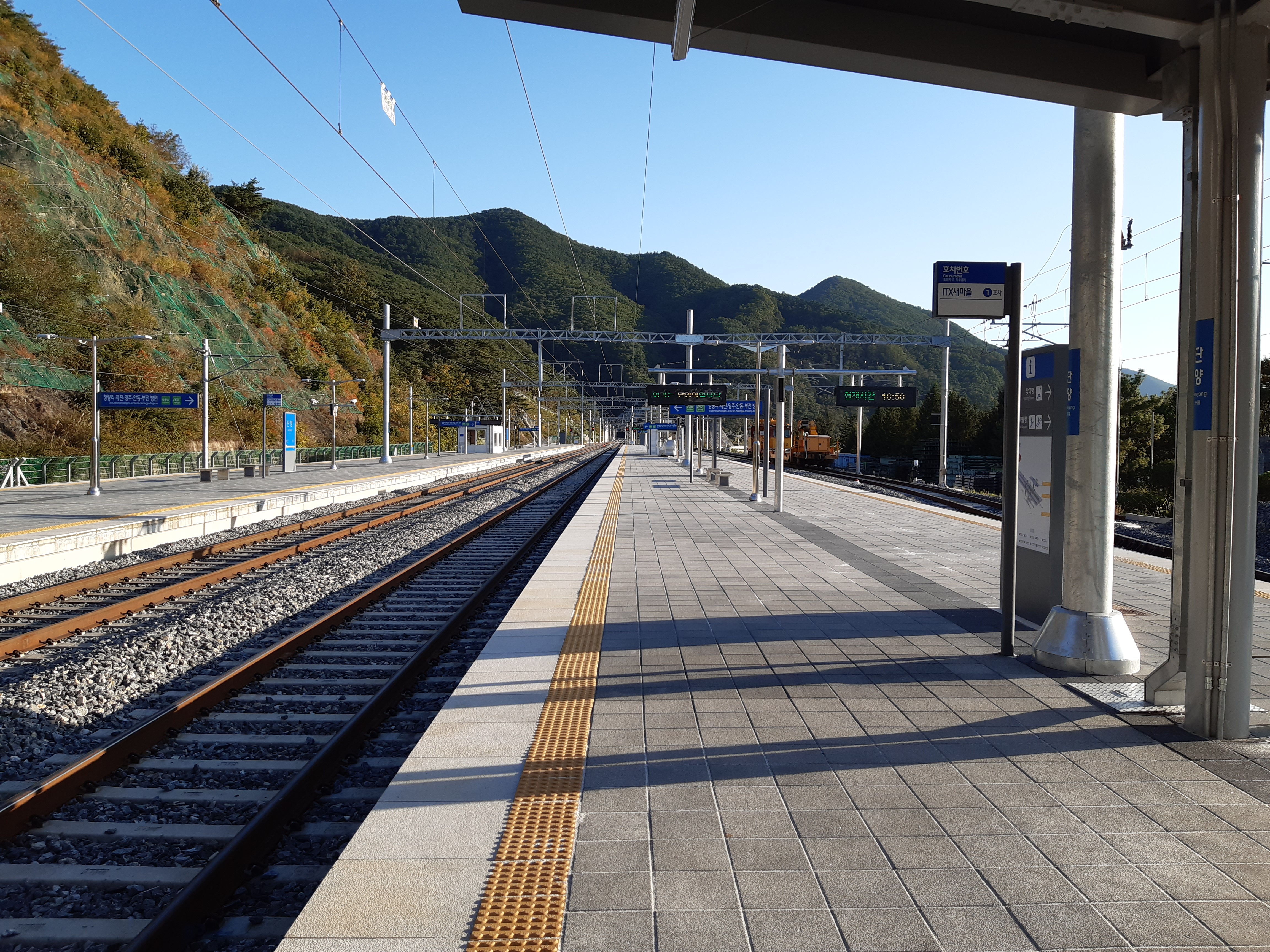
ホーム
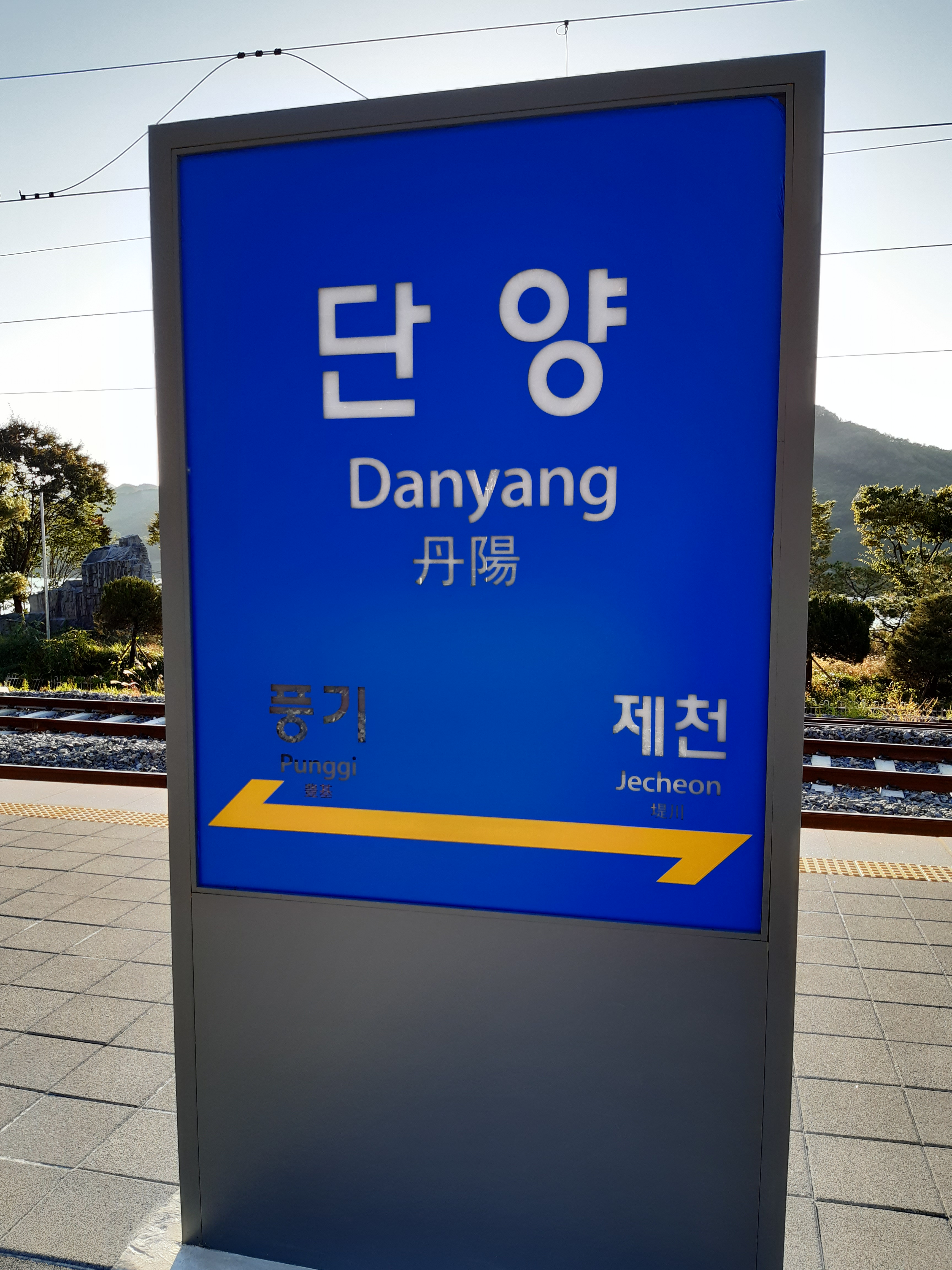
駅名標

## 駅周辺
市街地は当駅から北東に1kmほど離れた位置に存在する。
- 南漢江
- 小白山国立公園

## 隣の駅
韓国鉄道公社
中央線
堤川駅 - (高明駅) - (三谷駅) - (嶋潭駅) - 丹陽駅 - 豊基駅